# 張照堂
張照堂（1943年11月17日—2024年4月2日），臺灣藝術家、攝影家，新北市板橋區人，並從事紀錄片製作與影像教育工作，國家文藝獎與行政院文化獎得主。2022年獲得第59屆金馬獎「終身成就獎」。

## 生平
張照堂於1958年就讀台北市立成功高中時參加攝影社，隨同社團指導老師鄭桑溪學習，四處拍照，並與同學黃永松成為至交好友、彼此鼓勵追求藝術。1961年保送進入國立台灣大學土木工程學系就讀，開始吸收現代文學、存在主義哲學與超現實主義藝術思潮，並開始以攝影作品表現迷惘、抑鬱的實驗影像作品。1965年，他以22歲之齡與鄭桑溪共同舉辦「現代攝影雙人展」，主題表現形式與影像內容皆歧異於彼時主流的沙龍攝影風格，引發攝影圈爭議與注目。
大學畢業後的張照堂，適逢台灣現代藝術進入跨界聯手的前衛實驗年代。1965年標榜現代實驗的《劇場》季刊創辦，張照堂參與其間，並和編務要角黃華成、邱剛健、莊靈等人結識往來。1966年3月，他參與《幼獅文藝》舉行、於台大傅鐘下舉行的「現代詩展」，以洛夫詩作〈石室之死亡〉第一章為主題發表攝影裝置作品，為台灣最早的觀念藝術作品之一。同一時期，在好友暨藝術家黃華成鼓勵下，他以8mm實驗影片《日記》參與《劇場》於1967年舉辦的實驗短片展，他並以多媒材及現成物（readymade）方式製作《生日快樂》及《未完成》等前衛藝術作品，參與1967年舉行的「不定型」展。
1967年退伍後，張照堂短暫從事廣告工作。1969年9月，張照堂進入剛開台的中視新聞擔任攝影記者，在新聞部經理張繼高率領下，與王曉祥共同參與帶狀節目《新聞集錦》的拍攝製作，此為台灣電視史上第一個新聞專題節目。在張照堂的實驗精神主導下，節目不設主持人，完全不用文稿旁白，僅用影像、音樂或現場收音表達，試圖以實驗性的紀實手法，將鄉土風情、民間習俗與西方音樂結合。1969年，張照堂參與「現代攝影九人展」。1971年，張照堂與九位攝影家（胡永、張國雄、周棟國、郭英聲、謝震基、葉政良、龍思良、凌明聲、莊靈）共組「V-10視覺藝術群」，以排除傳統與沙龍攝影為宗旨，追求不守舊且現代前衛的攝影表現形式。1974年，張照堂舉辦「攝影告別展」，向年輕時代較為灰色抑鬱且不確定的攝影方向告別，並專注於拍攝《新聞集錦》、《芬芳寶島》等系列節目，與作家黃春明合作的〈大甲媽祖回娘家〉（1974）一片，被認為是台灣紀錄片史早期經典之一。1976年起，張照堂因拍攝中視《六十分鐘》走訪台灣各地，逐漸重拾靜照攝影。1980年，他以《古厝》與《王船祭典》兩部紀錄片，分別獲得金馬獎最佳紀錄片攝影與金鐘獎最佳攝影與剪接獎。1981年擔任三台聯播紀錄片系列節目《美不勝收》與《映象之旅》的編導攝影工作。張照堂以「高尚土」名義與雷驤、杜可風與阮義忠等人合作的《映象之旅》，並以其中的「礦之旅」一集於1982年獲得金鐘獎最佳教育文化節目獎。
1974年，香港導演唐書璇欣賞張照堂風格強烈、冷峻疏離的黑白靜照，邀請張照堂為電影《再見中國》掌鏡；該片描述中國文革時期四位年輕人偷渡到香港的故事，部分場景於台灣搭景秘密拍攝，為影史上首部直接處理文革的華語電影。張照堂參與的電影攝影，尚有：黃華成執導，金炳興主演的前衛短片《實驗002》（1967）；曾壯祥執導、改編自李昂小說的電影《殺夫》（1984）；邱剛健執導、夏文汐主演的《唐朝綺麗男》（1985）；柯一正執導，以臺鐵淡水線停駛為背景，又名為《我們的天空》的《淡水最後列車》（1986）；以及人類學者胡台麗執導，拍攝賽夏族祭典的《矮人祭之歌》（1988）。
1982年，他參與了白先勇小說《遊園驚夢》改編為舞台劇的實驗多媒體製作，以及「林懷民實驗舞展」裡〈獨舞×3〉的影像設計，是台灣最早將靜照與動態影像融合入表演藝術舞台現場的創舉之一。1984年由甫成立的台北現代舞團公演、汪其楣執導編舞的《阿司必靈的幻想》與《雜記簿》等作品裡，舞台上同步展現張照堂的實驗短片《臉》、《蕭佑佑・三千七百公克》與污染公害的幻燈影像，亦是結合現實影像與現場身體展演的類似嘗試。
1987年台灣新浪潮電影運動高峰時，文化界人士曾經共同連署「台灣新電影宣言」，鼓吹並支持「另一種電影」的發展空間。張照堂除了是此一重要文件的連署者之一，他的實驗紀錄片《王船祭典》與《逆旅與幻象》，亦曾參加同年舉行的「另一種電影觀摩研討會」之「本土獨立製片」單元，堪稱先驅。
1982年張照堂離開中視新聞，一方面以自由攝影師的身分從事影像工作，另方面則轉任新聞局攝影指導一職，並為籌備中的公共電視台成立製作中心，是公視十多位籌組委員中最年輕的一位。1990年代起，張照堂亦開始擔任紀錄片節目製作人，先後於1992年進入公共電視台籌備委員會（公視籌委會），設立名為公視「特寫組」的紀錄片工作團隊小組，並於1995年加入甫成立的超級電視台（超視），陸續參與並主持《歲月中國》（公視）、《臺灣視角》（公視）、《調查報告》（超視）、《對抗生命》（超視）、《生命・告白》（超視，《調查報告》續作，汪其楣、陳映真、黃春明主持）等紀錄片系列節目的編導與企劃。1998年，擔任《世紀的容顏》（公視）企劃暨監製。
1997年起張照堂任教於國立台南藝術學院音像紀錄研究所，為該所創設後首批聘任的專職正教授，並曾擔任國立台南藝術大學音像紀錄研究所所長、音像媒體中心主任、音像藝術學院院長等職。他並曾於台灣大學新聞研究所與政治大學傳播學院等地兼任教職，講授紀錄片與攝影創作等相關課程。2009年屆齡退休後，續聘為國立台南藝術大學榮譽教授。張照堂並以副主席身分於1998年策劃、創辦了首屆的「台灣國際紀錄片影展」。
除了攝影創作、紀錄片拍攝與教育工作外，張照堂另一成就在於其所彙整編輯、促成出版的台灣攝影相關書籍。其中較為重要者，包括1988年出版的兩大冊《影像的追尋：臺灣攝影家寫實風貌》，系統性地介紹、評析鄧南光、林壽鎰、張才、黃季瀛、徐清波、許淵富、許蒼澤、陳石岸、林彰三等三十餘位前輩攝影家，建立起台灣寫實攝影的歷史系譜。而兩套共13本、分別發行於1989年與1996年的《台灣攝影家群象》系列叢書，則仿效法國Photo Poche攝影書的小開本格式，介紹台灣老中青不同世代的攝影創作者，內容涵蓋鄧南光、鄭桑溪、張照堂、王信、侯聰慧、劉振祥、張才、李鳴鵰、林權助、梁正居、高重黎、吳忠維、周慶輝。這兩套書對於台灣老攝影家與影像新秀的重視與突顯，承先啟後地豐富了台灣攝影史的面貌。
張照堂於1999年獲得第三屆美術類國家文藝獎，他並在2011年獲頒象徵國家最高文化榮譽獎項的第三十屆行政院文化獎，為台灣首位獲得此兩項殊榮的攝影家。2015年張照堂獲頒日本相模原市總合寫真祭「フォトシティさがみはら」的亞洲寫真賞榮銜，以表彰他對台灣攝影史的諸般成就。
張照堂代表性的展覽經歷，包括「現代攝影雙人展」（1965）、「現代詩展」（1966）、「不定型展」（1967）、「現代攝影九人展」（1969）、「V-10視覺藝術群《女》展」（1971）、「攝影告別展」（1974）、「恩寵與寬容」（台北、舊金山、香港、紐約，1983）、「逆旅」（台北、東京，1986）、「看見與告別：台灣攝影家九人意象展」（台北、舊金山，1990-91）、「看見淡水河」（台北、巴黎，1993）、「逆旅‧意象」（巴黎，1994）、「1962‧夏日」（1996）、「躍動的亞洲意象」（東京都寫真美術館，1996）、「Global Conceptualism: Points of Origin, 1950s-1980s」（紐約，1999）、「在與不在」（2009）、「歲月‧一瞥」（東京、首爾，2009）、「歲月‧風景 1959-2005」（2010）、「歲月印樣 1959-1961」（2010），「4 Hidden Photographers」(韓國大邱攝影雙年展特別展，2008)「Fotoseptiembre USA」（美國、聖安東尼，2011）、「台北雙年展：想像的死而復生」（2012）、「大新月：六十年代的藝術與激盪──日本、南韓、台灣（Great Crescent: Art and Agitation in the 1960s—Japan, South Korea, and Taiwan）」（香港 Para Site、東京 Mori Art Museum、墨西哥 Museo Universitario Arte Contemporáneo, MUAC，2014-2016），「造音翻土：戰後台灣聲響文化的探索」（2014）「覺醒：1960-1990年代亞洲社會中的藝術（Awakenings: Art in Society in Asia 1960s–1990s）」(東京國立近代美術館（2018）、首爾國立現代美術館（2019）、新加坡國家美術館（2019）)、「未完成・黃華成」（2020），以及「幽暗微光」（2022）。張照堂的作品典藏單位，國內包括臺北市立美術館、國立臺灣美術館、高雄市立美術館、新北市美術館、國立歷史博物館等地，海外則有東京都寫真美術館、福岡亞洲美術館、韓國國立現代美術館、香港M+視覺文化博物館等機構。
2013年，台北市立美術館舉行《歲月／照堂：1959-2013影像展》，為張照堂創作生涯首次大型個展，展出自1959年創作至今的400餘件攝影作品（包括印樣、未經發表的肖像系列、數位相機及手機拍攝的組構影像系列）、8部紀錄片與電視影片；同時以「展中展」重現張照堂在1960年代參與「現代詩畫展」及「不定形展」等深具實驗性的裝置作品。《歲月／照堂：1959-2013影像展》在《藝術家》雜誌每年固定舉辦的「十大公辦好展覽」裡，經評選為2013年度榜首。2015年，張照堂以「歲月」系列獲頒日本相模原攝影獎（さがみはら写真賞）的「亞洲賞」。2016年張照堂受邀參加墨西哥 FINI（Festival Internacional de la Imagen）影像節，並於 Universidad Autónoma del Estado de Hidalgo 大學舉行攝影回顧展。2017年張照堂的實驗錄像作品《王船祭典》受邀在台南蕭壠舉行的「交陪：近未來的神祇與當代藝術」大展裡播放，台北市立美術館並針對其攝影之外的錄像類作品首度出版研究專書《歲月·定格——張照堂》，突顯其在台灣錄像藝術、紀錄片與實驗電影史裡的先驅地位。2018年台灣國際紀錄片影展的「想像式前衛：1960s的電影實驗」單元裡，首度播放了張照堂的《現代詩展／1966》，該片紀錄了台灣戰後第一個裝置藝術展「現代詩展」的現場樣貌，彌足珍貴。
2022年張照堂獲得第59屆金馬獎的「終身成就獎」，為紀錄片暨實驗電影界首位獲此殊榮的影像工作者。2024年張照堂獲頒第14屆台灣國際紀錄片影展（TIDF）「傑出貢獻獎」，以表彰其對台灣紀錄片深遠、全面的影響，其重要性不單只是作品，更包含紀錄片文化的推動、人才培育，以及開疆闢土建立的紀錄片美學系譜。

## 逝世
2024年4月2日下午11點，張照堂於臺北逝世，享壽81歲。
蔡英文總統於4月25日發布國家元首褒揚令，表彰張照堂的畢生成就與重大貢獻，全文如下：
國立臺南藝術大學榮譽教授張照堂，清曠高朗，槃才雅正。少歲卒業國立臺灣大學土木工程學系，課餘醉心攝影，師從名家研脩，淬琢磨砥，早擅英華。期間浸沉西方當代主義思潮，善用鏡頭敘情發抒，跳脫傳統意象窠臼；執持多元關懷視角，潛映社會變遷形貌，技法前衛寫實，風格冷峻強烈，奇技瑋藝，妙悟維新，肇始我國影音紀錄先河。尤以《古厝》、《王船祭典》，分獲金馬獎最佳紀錄片與紀錄片攝影獎、金鐘獎最佳攝影剪輯獎殊榮，作品迭獲藝文場館庋藏。嗣應聘現國立臺南藝術大學，啟迪傑秀莘莘學子，悉力專書撰述彙編；參預公共電視籌備，躬身時事節目監製；關切自由人權議題，眷存地方環保生態，丹衷抱懷，旨趣胸臆；沾溉陶甄，棫樸流詠。曾獲頒國家文藝獎、行政院文化獎、金馬獎終身成就獎暨臺灣國際紀錄片影展傑出貢獻獎等令譽。綜其生平，盡瘁臺灣影像創作志業，厚植國家美學教育薪傳，宗風茂緒，奕世綿遠。遽聞溘然殂落，悼惜良殷，應予明令褒揚，用示政府篤念材彥之至意。

## 編排攝影集著作
- 影像的追尋 : 台灣攝影家寫實風貌 （共兩冊）
- 台灣攝影家群象（共十三冊）
- 看見與告別 : 台灣攝影家九人意象
- 看見淡水河
- 雲門．快門20
- 看見原鄉人：台灣客家光影記事
- 女人、台北
- 老．台北．人
- 台灣的24小時
- 認真的台北人
- 台灣有影：劉振祥攝影集
- 家園重見─走過921影像報告
- 又見V–10／視覺藝術群30年
- 風城舞影
- 鄉愁．記憶．鄧南光
- 狗眼人生：葉清芳攝影集
- 客家印象─跨世代對話
- 風景安靜：曾敏雄攝影集
- Stage：沈昭良攝影集
- 快門‧開演／Ten Eyes on Stage
- 凝視‧對望：福爾摩沙之眼
- 台灣臉書：用心生活
- 派對走掉
- 阿兵哥3x1

## 個人作品專書出版
- 生活筆記 1977（景象出版）
- 生活筆記 1978（言心出版）
- 生活筆記 1979（名人出版）
- 搖滾筆記 1979（名人出版）
- 生活筆記 1980（時報出版）
- 台灣攝影家群象：3 張照堂 1989 (躍昇文化)
- 揮手的姿勢：看‧不見‧張照堂 2000 (時報出版)
- 장자오탕 Chang Chao-Tang 張照堂 2008 (韓國「悅話堂」Youlhwadang出版社, ISBN 978-89-301-0341-1)
- 張照堂 - 歲月.風景 Moments in Time 1959-2005 2010 (中央大學藝文中心出版)
- 張照堂 - 歲月印樣 The Invisible Contact 1959-1961 2010 (自主出版)
- 張照堂 - 歲月照堂 Time: The Images of Chang Chao-Tang, 1959-2013 + 歲月書寫 Time Recollections 2013 (台北市立美術館出版)
- Voices of Photography 攝影之聲 第十期「張照堂專號」2013（影言社出版）
- Voices of Photography 攝影之聲「張照堂專號」特刊 （攝影集《靈魂出竅》）  2014 （影言社出版）
- 張照堂・歲月潛越 2014（中國民族攝影藝術出版社）
- 歲月・定格——張照堂 2017 （台北市立美術館出版）
- 文。張照堂 （页面存档备份，存于） 2018（影言社出版）
- Voices of Photography 攝影之聲「張照堂．歲月專號」 （攝影集《歲月NG》）  2025 （影言社出版）

## 影片作品
- 現代詩展（1966）
- 日記（1967）
- 「新聞集錦」系列（1970-）
- 父子藝術家（1972）
- 刹那間容顔（1976）
- 「六十分鐘」系列（1978-1981）
- 楊祖珺與青草地慈善演唱會（1978）
- Bird on the Wire (1978)
- Sisters of Mercy (1978)
- 王船祭典（1979）
- 「美不勝收」系列（1981）
- 「映象之旅」系列（1981-82）
- 恩寵與寬容（1983）
- 逆旅與幻象（1984）
- 設計與你（公共電視，1985）
- 「舞台的沈思」系列（1987）
- 「一同走過從前」系列（1988）
- 「歲月中國」系列（1990）
- 「台灣視角」系列・監製（1994）
- 「調查報告」系列・監製（1995-97）
- 「對抗生命」系列・監製（1996）
- 「生命・告白」系列・監製（1997-99）
- 患難與啟示（1999）
- 「世紀的容顏」系列・監製（2000）
- 「台灣世紀回味」系列・監製（1998-2002）
- 紀念・陳達（2000）
- 再見・洪通（2000）
- 「踊舞・踏歌－雲門30」系列・監製（2003）
- 敲打・林淵（2003）
- 人在路上（2003）
- 關於黃華成 / 未完成・黃華成（2020）

## 擔任攝影作品
- 實驗002（1967，黃華成執導）
- 再見中國（1973，唐書璇執導）
- 大甲媽祖回娘家（1975，黃春明執導）
- 淡水暮色（1975，黃春明執導）
- 咚咚響的龍船鼓（1975，黃春明執導）
- 傳統小鎮——美濃（1980，謝佳雄執導）
- 美濃的油紙傘（1980，余秉中執導）
- 古厝（1980，余秉中執導）
- 克麗絲汀（她的電影）（1980，杜可風執導）
- 殺夫（1984，曾壯祥執導）
- 唐朝綺麗男（1985，邱剛健執導）
- 我們的天空/淡水最後列車（1986，柯一正執導）
- 矮人祭之歌（1988，胡台麗執導）

## 得獎
- 1980年 王船祭典獲金鐘獎最佳攝影與剪接獎
- 1980年 古厝獲金馬獎最佳紀錄片獎與最佳紀錄片攝影獎
- 1982年 映象之旅：礦之旅獲金鐘獎最佳文化節目獎
- 1999年 獲國家文藝獎
- 2011年 獲行政院文化獎
- 2022年 獲第59屆金馬獎終身成就獎
- 2024年 獲台灣國際紀錄片影展傑出貢獻獎

## 經歷
- 台灣中國電視公司 攝影/編導
- 台灣公共電視台籌備委員會 編導/製作
- 台灣超級電視台 製作/監製
- 台南藝術大學音像研究所
- 攝影家